# Оловник (Вармінсько-Мазурське воєводство)
Оловник (пол. Ołownik, нім. Launingken) — село в Польщі, у гміні Будри Венґожевського повіту Вармінсько-Мазурського воєводства.
Населення — 410 осіб (2011).
У 1975-1998 роках село належало до Сувальського воєводства.

## Демографія
Демографічна структура станом на 31 березня 2011 року:
|          | Загалом | Допрацездатний вік | Працездатний вік | Постпрацездатний вік |
| -------- | ------- | ------------------ | ---------------- | -------------------- |
| Чоловіки | 215     | 42                 | 151              | 22                   |
| Жінки    | 195     | 34                 | 127              | 34                   |
| Разом    | 410     | 76                 | 278              | 56                   |